# Guicciardino Guicciardini
Guicciardino di Mercadante Guicciardini (... – prima metà del XIII secolo) è stato un politico e mercante di seta italiano, uno dei primi esponenti documentati della famiglia Guicciardini di Firenze.
Suo nonno Guicciardini possedeva beni in Val di Pesa e forse si trasferì a Firenze in data imprecisata. Suo padre Mercatante aveva il patronato della chiesa di Santa Maria degli Alberighi.
Di Guicciardino si sa che si immatricolò nell'Arte di Por Santa Maria (arte della seta) nel 1240 e che ne fu due volte console nella prima metà del XIII secolo. Fu Consigliere della Repubblica fiorentina nel 1260, l'anno della battaglia di Montaperti.
Ebbe tre figli maschi: Dego, Mercatante e Tuccio. Quest'ultimo in particolare si dedicò all'attività politica e fu un ricco mercante che fondò la ricchezza familiare.